# Strongylurini
Los strongilurinos (Strongylurini) son una tribu de coleópteros crisomeloideos de la familia Cerambycidae.

## Géneros
Tiene los siguientes géneros:
- Aprosictus Pascoe, 1866
- Bebius Pascoe, 1865
- Exaeretiformis McKeown, 1945
- Lacordairina Vives, Sudre, Mille & Cazères, 2011
- Lygesis Pascoe, 1865
- Opsidota Pascoe, 1864
- Paralygesis Vives, Sudre, Mille & Cazères, 2011
- Phantissus McKeown, 1940
- Piesarthrius Hope, 1834
- Pseudoceresium Vives, Sudre, Mille & Cazères, 2011
- Strongylurus Hope, 1841
- Tya McKeown, 1940